# Antal Szerb
Antal Szerb (n. 1 mai 1901 – d. 27 ianuarie 1945) a fost un scriitor maghiar.